# پارک سانگ وون (شمشیرباز)
پارک سانگ وون (انگلیسی: Park Sang-won؛ زادهٔ ۱۴ سپتامبر ۲۰۰۰) شمشیرباز اهل کره جنوبی است.